# Brittney Lee Harvey
Brittney Lee Harvey (* 16. November 1990 in Van Nuys (Los Angeles), Kalifornien) ist eine US-amerikanische Schauspielerin.

## Leben
Harvey debütierte als Kind an der Seite von Pat Morita im Science-Fiction-Film Im Auftrag des Planeten Nerva aus dem Jahr 1996. Im SF-Thriller Mr. Murder – Er wird dich finden ... (1998) spielte sie eine der Töchter des von dem eigenen Klon gejagten Schriftstellers Marty Stillwater (Stephen Baldwin). Diese Rolle brachte ihr im Jahr 2000 den Young Artist Award.
In der Fernsehkomödie Father Can’t Cope (2000) spielte Harvey an der Seite von Scott Bakula eine der größeren Rollen. Der Kurzfilm Warm, Like Pearls (2000), in dem sie die einzige Rolle übernahm, wurde im Jahr 2000 mit dem Reel Frontier Award des Arizona International Film Festivals ausgezeichnet. Im Horrorfilm May: Die Schneiderin des Todes (2002) war sie an der Seite von Angela Bettis, Anna Faris und Jeremy Sisto zu sehen.

## Filmografie (Auswahl)
- 1996: Im Auftrag des Planeten Nerva (Earth Minus Zero)
- 1997: Get to the Heart: The Barbara Mandrell Story
- 1998: Kollision am Himmel (Blackout Effect)
- 1998: Mr. Murder – Er wird dich finden ... (Mr. Murder)
- 2000: Father Can’t Cope
- 2000: Warm, Like Pearls (Kurzfilm)
- 2001: Evilution – Die Bestie aus dem Cyberspace (How to Make a Monster)
- 2002: May
- 2005: Himmel und Huhn (Chicken Little; nur Stimme)